# Comuna Poromivka, Volodarsk-Volînskîi
Poromivka (în ucraineană Поромівська сільська рада) este o comună în raionul Volodarsk-Volînskîi, regiunea Jîtomîr, Ucraina, formată din satele Kalînivka, Krasnohirka și Poromivka (reședința).

## Demografie
Componența lingvistică a satului Poromivka
     Ucraineană (98,09%)
     Rusă (1,71%)
     Alte limbi (0,2%)
Conform recensământului din 2001, majoritatea populației satului Poromivka era vorbitoare de ucraineană (98,09%), existând în minoritate și vorbitori de rusă (1,71%).